# Eperua

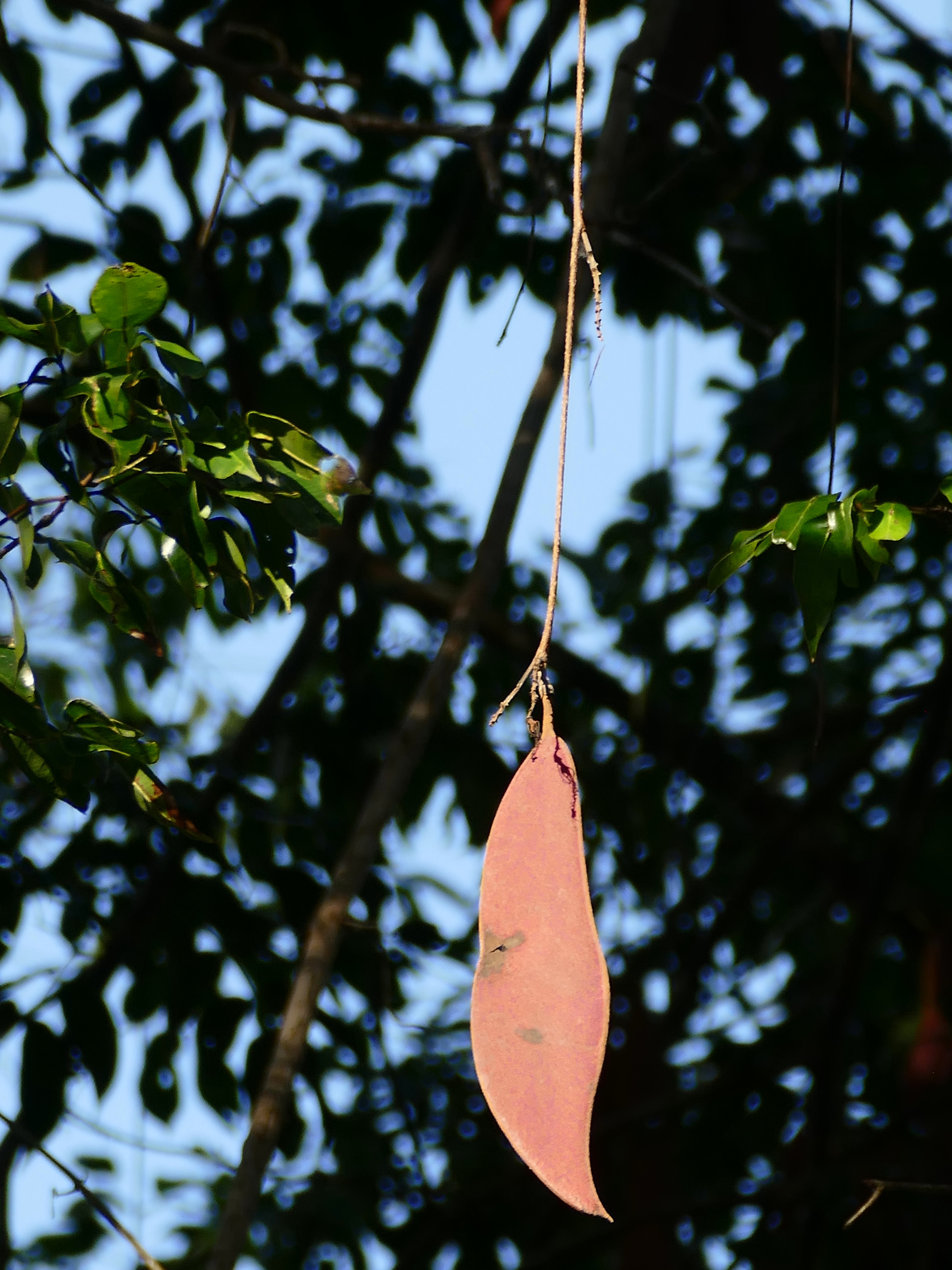
Plod Eperua falcata

Eperua (Eperua) je rod dvouděložných rostlin z čeledi bobovité. Zahrnuje 14 druhů stromů se zpeřenými listy a s hroznovitými květenstvími. Květy mají jen jeden korunní lístek. Jsou rozšířeny pouze v tropické Jižní Americe. Některé druhy jsou těženy pro dřevo nebo se z nich získává pryskyřice.

## Popis
Eperuy jsou malé až mohutné stromy dorůstající výšky až 70 metrů. Listy jsou střídavé, sudozpeřené, složené ze 2 až 6 párů lístků. Lístky jsou na ploše prosvítavě tečkované. Květy jsou ve velkých převislých nebo krátkých a vzpřímených hroznech. Kalich je tvořen 4 lístky, ty mohou být stejně velké nebo je jeden větší. Koruna je tvořena jediným korunním lístkem. Tyčinek je 10, horní tyčinka je volná nebo na bázi srostlá s ostatními. Tyčinky jsou všechny plodné nebo je až 5 z nich přeměněno na staminodia. Semeník nese nitkovitou čnělku zakončenou tupou nebo hlavatou, někdy dvouklanou bliznou. Plodem je plochý dřevnatý lusk pukající 2 chlopněmi.

## Rozšíření
Rod eperua zahrnuje 14 druhů. Je rozšířen výhradně v tropické Jižní Americe. Areál rozšíření rodu sahá od Kolumbie a Francouzské Guyany přes Venezuelu po Brazílii. Eperuy nejčastěji rostou v nížinném tropickém deštném lese, zejména podél řek a v zaplavovaných oblastech, dále v lesích a křoviskách v oblastech se sezónním obdobím sucha a na savanách. V některých oblastech tvoří dominantní složku porostů.

## Význam
Některé druhy jsou těženy pro dřevo či pěstovány jako okrasné dřeviny. Z druhu Eperua oleifera se získává pryskyřice známá jako wallaba oil. Eperua purpurea je mohutný strom dosahující až 60 metrů výšky. Dřevo je těžké a tvrdé a je používáno při stavbě mostů, budov a podobně.